# 東海学園高等学校
東海学園高等学校（とうかいがくえんこうとうがっこう）は、愛知県名古屋市天白区中平にある私立高等学校。

## 沿革
- 1888年（明治21年）11月 - 浄土宗学愛知支校として認可創立。
- 1909年（明治42年）9月 - （旧制）東海中学校開設認可。
- 1931年（昭和6年）12月 - 財団法人東海中学校組織認可。
- 1947年（昭和22年）4月 - （新制）東海中学校設置認可、開校。
- 1948年（昭和23年）
  - 3月 - 東海高等学校設置認可。
  - 4月 - 東海高等学校開校、財団法人東海学園と改称。
- 1951年（昭和26年）3月 - 学校法人東海学園に組織変更認可。
- 1962年（昭和37年）
  - 2月 - 東海第二高等学校設置認可。
  - 4月 - 東海第二高等学校を開校。
  - 6月 - 東海女子高等学校に改称。
- 2000年（平成12年）4月 - 男女共学化、東海学園高等学校に校名を変更。
- 2004年（平成16年） - サッカー部が全国高校サッカー出場。
- 2008年（平成20年） - なぎなた部が個人の部全国準優勝。ソフトボール部が全国優勝。サッカー部が全国高校サッカー4年ぶり出場。
- 2010年（平成22年） - サッカー部が高校総体出場。
- 2014年（平成26年） - ダンス部が夏の日本高校ダンス部選手権全国大会優秀賞。
- 2020年（令和2年） - サッカー部が全国高校サッカー出場。

## 系列校
- 東海学園大学
- 東海中学校・高等学校

## 著名な出身者
- 岩本知幸（サッカー選手）
- 梶山幹太（サッカー選手）
- 神谷凱士（サッカー選手）※椋士の双子の兄
- 神谷駿文（サッカー選手）
- 神谷椋士（サッカー選手）※凱士の双子の弟
- 北野晴矢（サッカー選手）
- 小島亨介（サッカー選手）
- 佐藤和樹（サッカー選手）
- 菅原由勢（サッカー選手）
- 杉野健斗（サッカー選手）
- 深堀隼平（サッカー選手）
- 吹ヶ徳喜（サッカー選手）
- 池庭諒耶（サッカー選手）
- 東ジョン（サッカー選手）
- 甲田英將（サッカー選手）
- 吉田温紀（サッカー選手）
- 伊藤みどり（フィギュアスケート選手）
- 恩田美栄（フィギュアスケート選手）
- 浅田舞（フィギュアスケート選手）
- 渡部葉月（体操選手）
- 江口未来子（ソフトボール選手）
- 丹羽萌（ソフトボール選手）
- 後藤希友（ソフトボール選手）※東京五輪金メダリスト
- 池上桃花（ソフトボール選手）※1年次のみ[注 1]
- 相馬裕子（シンガー・ソングライター）